# Помпея Страбона
Помпея Страбона (*Pompeia, бл. 100 до н. е. е. —після 75 до н. е.) — матрона часів Римської республіки.

## Життєпис
Походила з роду нобілів Помпеїв. Донька Гнея Помпея Страбона, консула 89 року до н. е. Народилася десь напочатку 90-х років до н. е. Про її освіти нічого невідомо, ще за життя батька вийшла заміж за представника заможного плебейського роду Мемміїв.
Сприяла кар'єрі чоловіка, який спочатку служив на Сицилії у 81 році до н. е. Під час війни з Квінтом Серторієм в Іспанії перебував у таборі старшого брата Помпеї — Гнея Помпея Великого, де й загинув у 75 році до н. е. Подальша доля Помпеї Страбони невідома.

## Родина
Чоловік — Гай Меммій
дітей не було